# Richard de Bellengues
Richard de Bellengues, alias Cardot (Rouen, ca. 1380 - Brussel, 1471) was een 15e-eeuws zanger en componist.
Aanvankelijk was hij zanger aan de muziekkapel van Jan zonder Vrees, paus Martinus V (stichter van de Alma Mater te Leuven) en Filips de Goede. Bij de laatste in dienst, werkte hij samen met Gilles Binchois. Voorts wordt "Cardot" vermeld als kanunnik van de Sint-Pieterskerk te Leuven. Later werd hij lid van het kapittel aan de Brusselse Sint-Goedelekerk. Daar werd hij uiteindelijk in 1471 ook begraven.

## Pour une fois
Richard de Bellengues schreef het lied Pour une fois et pour toute ma vye, bewaard in de muziekcodex Ms. Canonici Misc. 213 van de Bodleian Library te Oxford.
Pour une fois et pour toute ma vye,
je vous choysi pour ma dame et maistresse.
De vous servir loyaument fais promesse,
malgré tous ceux qui en auront envye.
Vo doulx maintieng par regart mon cuer lie
a vous amer pour maintenir lïesse.
Pour une fois et pour toute ma vye,
je vous choysi pour ma dame et maistresse.
Sy vous suppli que de vostre partie,
me retenés, si seray en l'adresse
de recevoir de tous biens a largesse;
ou autrement joye est de moy partie.
Pour une fois et pour toute ma vye,
je vous choysi pour ma dame et maistresse.
De vous servir loyaument fais promesse,
malgré tous ceux qui en auront envye.